# Kota Yamada
Kota Yamada (山田 康太, Yamada Kota, Kanagawa, 10 juli 1999) is een Japans voetballer die als middenvelder speelt bij Nagoya Grampus.

## Clubcarrière
Yamada begon zijn carrière in 2017 bij Yokohama F. Marinos. Hij tekende in augustus 2019 bij Nagoya Grampus.

## Interlandcarrière
Yamada speelde met het nationale elftal voor spelers onder de 20 jaar op het WK –20 van 2019 in Polen.